# Palazzo Monte di Pietà

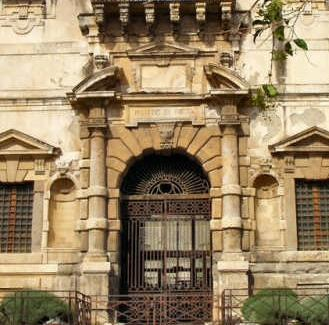
Portal des Palazzo Monte di Pietà

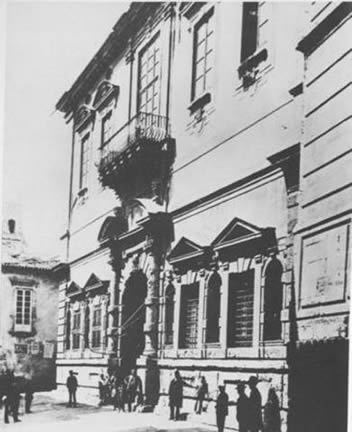
Historische Ansicht

Der Palazzo Monte di Pietà ist ein Adelspalast des 17. Jahrhunderts und befindet sich in der  via XXIV Maggio in der sizilianischen Stadt Messina.

## Geschichte
1534 befand sich hier bereits eine kleine Kirche, die S. Basilio geweiht war und die zu dem Orden der Nobile Confraternita degli Azzurri gehörte. 1541 wurde sie abgerissen um darauf eine Kirche Monte di Pietà zu errichten.

## Architekt: Natale Masuccio
Natale Masuccio wurde 1561 in Messina geboren und 1597 von den Jesuiten zur Ausbildung als Baumeister nach Rom geschickt. Vermutlich war er im Collegio Romano untergebracht und er scheint die toskanisch-römische Stilmischung, die Ammanati und Giuseppe Valeriani dort vertraten, aufgenommen zu haben.

## Palazzo Monte di Pietà
Der Palazzo des Monte di Pieta ist eine eindrucksvolle monumentale Schöpfung. Die gewaltige Fassade ist nur von Fenstern mit rustizierten Rahmen und einem mächtigen Mittelportal durchbrochen, das in ein breites tonnengewölbtes Vestibül führt. Es läuft durch den gesamten Baublock und führt in eine geräumige Loggia.

## Loggia
Die Loggia des Palazzo Monte di Pietà hat drei nach dem Hofe offene Arkaden. Der Grundriss der Loggia geht auf Raphaels Villa Madama zurück, doch sind die halbrunden Elemente herausgelassen und die Pfeiler und Fensterlaibung tragen eine eigene Rustizierung, die aus sorgfältigen Einschnitten in größeren Abständen besteht und im Falle der Pilaster durch ein Plattenbelag erreicht ist, der fast bis zur Breite der Deckplatten vorsteht.

## Treppe und Kirche
Von hier aus hat man einen wunderbaren Blick auf die dazugehörige Treppe Scala Monte di Pietà von Placido Campolo und Antonio Basile zu Füßen der Kirche „della Pietà“. Die Kirche wurde 1707 von Filippo Tancredi ausgemalt, das Altarbild von Deodato Guinaccia. Die Treppe blieb intakt. In ihrer Mitte befindet sich der Brunnen der Abbondanza von Ignazio Buceti (1741).